# 1-هبتاين
1-هبتاين هو مركب عضوي هيدروكربوني من الألكاينات، صيغته الكيميائية C7H12، ويوجد على شكل سائل عديم اللون في الشروط القياسية.

## الخواص
يوجد المركب في الشروط القياسية على شكل سائل عديم اللون، يتميز بقابليته للاشتعال.